# آرون شميدهوبر
آرون شميدهوبر (بالألمانية: Aron Schmidhuber)‏، من مواليد 28 فبراير 1947، حكم كرة قدم ألماني دولي سابق.
و قد حكم مباراتين في كأس العالم لكرة القدم 1990، وقد حكم كذلك في كأس الأمم الأوروبية لكرة القدم 1992.
قاد نهائي دوري أبطال أوروبا 1992.

## وصلات خارجية
- آرون شميدهوبر على موقع Soccerway.com (الإنجليزية)